# Котор-Варош
Котор-Варош (босн. Kotor-Varoš, серб. Котор Варош / Kotor Varoš, хорв. Kotor Varoš) — місто в північно-західній частині Республіки Сербської (Боснія і Герцеговина), за 25 км на південний схід від міста Баня-Лука. Центр одноіменної громади в регіоні Баня-Лука.

## Історія
У 1992 році в муніципалітеті під час Боснійської війни знаходився один з найбільших концтаборів для сербів — Табір у селі Вечичі.